# Drosera sect. Drosera
Drosera sect. Drosera es una sección con unas 40 especies tuberosas perennifolias del género Drosera. 

## Especies
| - Drosera anglica - Drosera arenicola - Drosera bequaertii - Drosera biflora - Drosera brevifolia - Drosera burkeana - Drosera capensis - Drosera capillaris - Drosera cayennensis - Drosera cendeensis - Drosera chrysolepis - Drosera collinsiae - Drosera colombiana - Drosera communis - Drosera cuneifolia - Drosera dielsiana - Drosera elongata - Drosera esmeraldae - Drosera felix - Drosera filiformis - Drosera glabripes - Drosera graminifolia - Drosera granstaui - Drosera graomogolensis - Drosera hamiltonii - Drosera hilaris | - Drosera hirtella - Drosera hirticalyx - Drosera humbertii - Drosera insolita - Drosera intermedia - Drosera kaieteurensis - Drosera katangensis - Drosera linearis - Drosera madagascariensis - Drosera montana - Drosera natalensis - Drosera neocaledonica - Drosera nidiformis - Drosera oblanceolata - Drosera panamensis - Drosera pilosa - Drosera roraimae - Drosera rotundifolia - Drosera slackii - Drosera spatulata - Drosera stenopetala - Drosera uniflora - Drosera villosa - Drosera viridis - Drosera yutajensis |